# Corno d'Aquilio
Il Corno d'Aquilio (1 545 m s.l.m.) chiamato anche corno di Agoggio in passato, è una montagna della Lessinia in Provincia di Verona. 
Esso segna il limite settentrionale della Valpolicella. Il suo nome deriva dal latino aquilus, che significa "fosco". L'innalzamento di questo monte calcareo risale a circa 30 milioni di anni fa.
Sul versante nord-orientale si trova uno degli abissi carsici più profondi del mondo, la Spluga della Preta, profondo circa 1000 metri. Si presenta come una dolina ad imbuto e dà accesso a una serie di pozzi. La sua prima esplorazione risale al 1925.

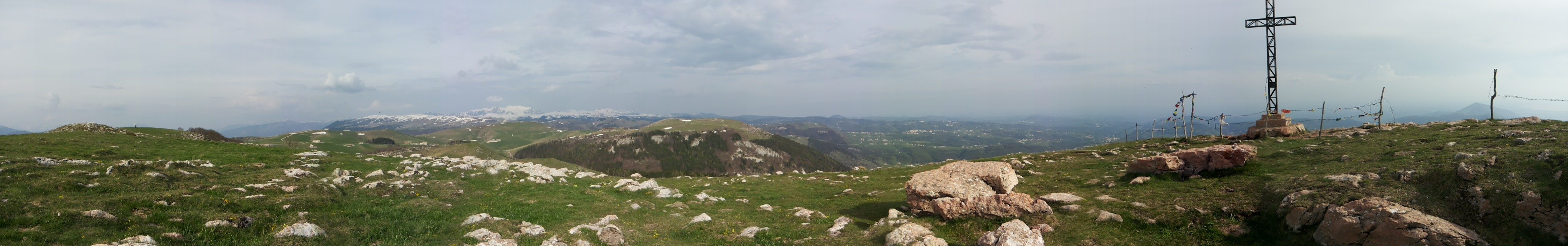
Panorama nei pressi del Corno d'Aquilio